# Alcaligenes pakistanensis
Alcaligenes pakistanensis es una bacteria gramnegativa del género Alcaligenes. Fue descrita en el año 2016. Su etimología hace referencia a Pakistán. Es aerobia y móvil. Suele crecer en parejas y a veces individualmente. Forma colonias blancas, circulares, convexas, con la superficie lisa y las colonias más viejas con márgenes irregulares en agar TSA. Temperatura de crecimiento entre 10-37 °C, óptima de 25-33 °C. Es tolerante a metales pesados. Catalasa y oxidasa positivas. Es sensible a amoxicilina, kanamicina, gentamicina y cloranfenicol. Resistente a estreptomicina. Tiene un contenido de G+C de 55,5%. Se ha aislado de aguas industriales en Islamabad, Pakistán.